# アブド・アッラフマーン2世
アブド・アッラフマーン2世（アラビア語: عبد الرحمن الثاني, ラテン文字転写: Abd ar-Rahman II、792年 - 852年9月22日）は、後ウマイヤ朝の第4代アミール（在位：822年 - 852年）。

## 生涯
先代アミールのハカム1世の子としてトレドに生まれる。国力の増強に努め、アッバース朝を範とした行政・財政機構の整備を進めた。当時フランク王国で対イスラーム勢力の防衛地点であったスペイン辺境領（現在のカタルーニャ地方）への遠征、またこの頃から激化してきたノルマン人の侵入に対抗するために沿岸側の防衛を強化し、アミール権力の強化に尽力した。844年にカディスとセビリアがヴァイキングの侵攻を受け、都コルドバにも迫る勢いであったが、これを撃退している。
また、コルドバにあるメスキータと呼ばれる会衆モスクの礼拝室を間口11スパン、奥行12スパンから奥行方向に10スパン拡張した。メスキータは後にアブド・アッラフマーン3世やハカム2世・ヒシャーム2世らによって更に拡張されることになる。

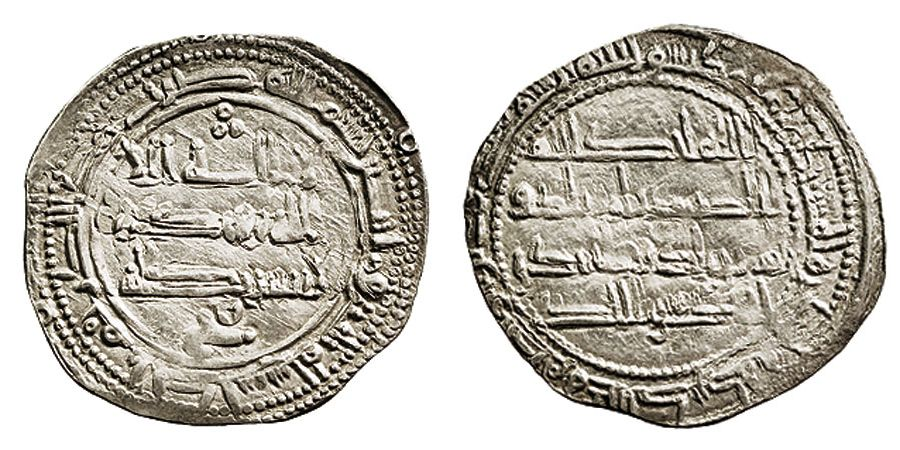
アブド・アッラフマーン2世の治世に鋳造されたディルハム銀貨（845年）

| スタブアイコン | サブスタブ | この項目は、まだ閲覧者の調べものの参照としては役立たない、人物に関連した書きかけの項目です。この項目を加筆・訂正などしてくださる協力者を求めています（P:人物伝/PJ:人物伝）。 |